# Дорогов (Ивано-Франковская область)
До́рогов (укр. Дорогів) — село в Галичской городской общине Ивано-Франковского района Ивано-Франковской области Украины.
Население по переписи 2001 года составляло 731 человек. Занимает площадь 14,974 км². Почтовый индекс — 77152. Телефонный код — 03431.